# Sikorsky SH-60 Seahawk
«Си хоук» (Seahawk, с англ. — «морской ястреб», общевойсковой индекс — SH-60) — американский корабельный многоцелевой вертолёт.
SH-60 представляет собой флотскую модификацию армейского вертолёта UH-60 для эксплуатации с борта военных кораблей, разработанную в соответствии с конкурсной программой ВМС США LAMPS Мк.3 (Light Airborne Multipurpose System — лёгкая авиационная многоцелевая система). Первый полёт вертолёта состоялся в 1979 году и был принят на вооружение ВМС США в 1984 году.

## Разработка и конструкция

### Предпосылки создания и начальная разработка
В 1970-е годы ВМС США начали поиск нового вертолета для замены Kaman SH-2 Seasprite. Этот вертолет использовался ВМС в качестве платформы для комплекта авионики Mark I по программе легкой воздушной многоцелевой системы (LAMPS) для войны на море и дополнительно для поисково-спасательных операций. Достижения в области развития производства современной авионики привели к разработке комплекса следующего поколения LAMPS Mk II в Центре разработки морской авиации (Naval Air Development Center). Затем в 1974 году ВМС провели конкурс на разработку концепции Lamps MK III, которая объединила бы как вертолетные, так и корабельные системы связи, электроники и управления. Военно-морской флот выбрал компанию IBM Federal Systems в качестве основного системного интегратора для концепции LAMPS MK III.
Поскольку Kaman SH-2 Seasprite был недостаточно грузоподъемным для перевозки необходимого ВМС оборудования и грузов, флоту требовался вертолет с новыми улучшенными характеристиками. В середине 1970-х годов Армия США выбрала вертолеты Sikorsky YUH-60 и Boeing Vertol YUH-61 для участия в конкурсе по программе UTTAS (Utility Tactical Transport Aircraft System - система тактической транспортной авиации общего назначения). Военно-морской флот также основывал свои требования на армейской спецификации UTTAS, чтобы снизить затраты за счет унификации планера и общих вертолетных систем для установки авионики по программе LAMPS MK III. В апреле 1977 года компании Sikorsky Aircraft и Boeing-Vertol представили на рассмотрение конкурсной комиссии Флота предложения по вариантам своих армейских вертолетов UTTAS для ВМС. Военно-морской флот также рассматривал вертолеты производства Bell Helicopter, Kaman Aircraft, Westland и Messerschmitt-Bölkow-Blohm, но все они были слишком малы для целей этой программы. В начале 1978 года ВМС выбрали проект Sikorsky S-70B, получивший обозначение SH-60B Seahawk.

### SH-60B Seahawk
IBM была основным системным интегратором системы LAMPS MK III, а фирма Sikorsky - производителем планера и общих вертолетных систем. SH-60B  на 83% был унифицирован с армейским вариантом UH-60A Black Hawk. Основными изменениями стали анти коррозийная защита корпуса, более мощные двигатели General Electric T700-GE-401C, одноступенчатое основное шасси с воздушно-масляным гидравлическим амортизатором, удаление левой боковой двери, добавление двух узлов подвески вооружения и смещение хвостового шасси на 3,96 метра вперед для уменьшения занимаемой площади при посадке на корабль. Другие изменения включали в себя более крупные топливные баки, электрическую систему складывания лопастей несущего винта, складные горизонтальные стабилизаторы для удобства хранения и добавление 25-зарядной пневматической пусковой установки гидроакустических буев с левой стороны борта вертолета.  Военно-морскими силами было заказано пять прототипов YSH-60B Seahawk LAMPS III. Первый полет YSH-60B состоялся 12 декабря 1979 года. Первый серийный SH-60B совершил свой первый полет 11 февраля 1983 года. Вертолет поступил на вооружение в 1984 году, а первое боевое развертывание в составе флота состоялось в 1985 году.
SH-60B используется в основном с бортов фрегатов, эсминцев и ракетных крейсеров. Основными задачами этого вертолета являются противокорабельная и противолодочная борьба. Он оснащен сложной системой датчиков, включая буксируемый детектор магнитных аномалий (MAD) и гидроакустические буи, отстреливаемые с борта вертолета. Другие электронные устройства включают в себя поисковый радар APS-124, систему радиоэлектронной разведки ALQ-142 и тепловизор переднего обзора (FLIR - Forward Looking Infrared), установленный в носовой части вертолета. Вооружение вертолета составляют торпеды Mark 46, Mark 50 или легкая торпеда Mark 54, ракеты класса «воздух-поверхность» AGM-114 Hellfire и один установленный на двери кабины пулемет M240 калибра 7,62 мм или, как альтернатива,   крупнокалиберный пулемёт М2 калибра 12,7 мм.
Стандартный экипаж SH-60B состоит из первого пилота (командира),  второго пилота (штурмана / офицера воздушной тактики) и  оператора систем авиационной борьбы (sensor operator). ВМС США эксплуатировали SH-60B в составе легких эскадрилий  противолодочной борьбы (HSL - Helicopter Anti-Submarine Squadron Light). В период с 2006 по 2015 год все эскадрильи HSL были переименованы в вертолетные морские ударные эскадрильи (HSM - Helicopter Maritime Strike) и переведены на вертолеты версии MH-60R в 2006 - 2015 годы.
SH-60J — это версия SH-60B для Морских сил самообороны Японии с другой авионикой. SH-60K представляет собой модифицированную версию SH-60J. SH-60J и SH-60K производятся по лицензии компанией Mitsubishi в Японии.

### SH-60F
После поступления на вооружение SH-60B Военно-морские силы США провели конкурс на замену многоцелевого вертолета SH-3 Sea King. Участниками конкурса были Sikorsky Aircraft, Kaman Aircraft и IBM (только авионика). Компания Sikorsky начала разработку своего варианта в марте 1985 года, и, в итоге, его вертолет, получивший наименование SH-60F вышел победителем в конкурсе. В январе 1986 года было заказано семь SH-60F, включая два прототипа. Первый экземпляр совершил первый полет 19 марта 1987 года.
SH-60F в первую очередь служил основным противолодочным вертолетом (ПЛО) авианосной ударной группы американского флота. Вертолет охотился за подводными лодками с помощью погружаемого гидролокатора AQS-13F и имел 6-ти зарядную пусковую установку гидроакустических буев. SH-60F неофициально называется Oceanhawk «Океанский ястреб». SH-60F может нести торпеды Mark 46, Mark 50 или легкую торпеду Mark 54 в качестве наступательного вооружения, а также имеет возможность установки ряда пулеметов, таких как M60D, M240D и GAU-16 (калибра 12.7 мм) для самообороны. Стандартный экипаж состоит из одного пилота, одного второго пилота, одного оператора тактических систем (TSO -  tactical sensor operator) и одного оператора акустических систем (ASO - acoustic sensor operator). SH-60F эксплуатировался в вертолетных противолодочных эскадрильях (HS - Navy's Helicopter Antisubmarine) ВМС США, пока они не были переименованы в эскадрильи вертолетных морских боевых действий (HSC - Helicopter Sea Combat squadrons) и не переведены на более современные MH-60S. Последняя эскадрилья HS завершила переход на новые вертолеты в 2016 году.

### HH-60H
HH-60H был разрабатывался совместно с Sikorsky MH-60 Jayhawk, предназначенным для Береговой охраны США, начиная с сентября 1986 года. Компания Sikorsky Aircraft выступила в качестве генерального подрядчика на первую партию в пять вертолетов. Первый полет этого варианта состоялся 17 августа 1988 года. Поставки этого типа вертолета начались в 1989 году. В апреле 1990 года HH-60H был приведен к полному уровню боевой готовности и был развернут в составе эскадрилий HCS-4 и HCS-5 в 1991 году в время проведения операции «Буря в пустыне». Официальное название HH-60H в Министерстве обороны и компании Sikorsky — Seahawk, хотя его еще называли Rescue Hawk  «Спасательный ястреб».
Основанный на версии SH-60F, HH-60H является основным боевым поисково-спасательным вертолетом (CSAR), военно-морским вертолетом специального назначения (NSW) и вертолетом противоназемных операций (ASUW). Он оснащен различными защитными и наступательными устройствами. К ним относятся комплекс Forward-looking infrared (FLIR) с лазерным целеуказанием, спасательное оборудование вертолета (ASE),  средства инфракрасного противодействия ALQ-144, детекторы лазерного облучения AVR-2, детекторы облучения радаром APR-39(V)2, детекторы запуска ракет AAR-47 и блоки отстрела тепловых ловушек ALE. Кроме того, улучшенная аэродинамика в выхлопных дефлекторах обеспечивает сокращение инфракрасного теплового излучения для снижения угрозы ракет с инфракрасными головками самонаведения. HH-60H может нести до четырех ракет AGM-114 Hellfire на удлиненном крыле и различные виды пулеметов таких как  M60D, M240D, GAU-16 (калибра 12.7 мм) и GAU-17/A (Миниган).
Стандартный экипаж HH-60H состоит из пилота, второго пилота, командира бортовой группы, двух стрелков-пулеметчиков и одного спасателя. Первоначально эти вертолеты были сосредоточены в двух эскадрильях - HSC-5 (специальные операции на море) и HSC-4 (позднее HSC-84) со специализацией на поисково-спасательных операциях. Из-за проблем с бюджетом Командования специальных операций США эскадрильи были расформированы в 2006 и 2016 годах соответственно. HH-60H также эксплуатировались вертолетными противолодочными эскадрильями (HS) со стандартным рассредоточением шести F-моделей и двух-трех H-моделей до перехода эскадрилий HS в эскадрильи HSC, оснащенные MH-60S, который окончательно осуществился в 2016 году. В ходе Иракской войны HH-60H использовались ВМС для оказания помощи армейским подразделениям в целях медицинской эвакуации и миссиях специальных операций.

### MH-60R
MH-60R «Ромео» первоначально был известен как LAMPS Mark III Block II Upgrade, когда его разработка началась в 1993 году компанией Lockheed Martin (ранее IBM/Loral). Два вертолета версии SH-60B были переоборудованы и модернизированы  компанией Sikorsky Aircraft. Первый из них совершил свой первый полет 22 декабря 1999 года. Получив обозначение YSH-60R, они были доставлены на военно-морскую авиабазу Патуксент Ривер (Naval Air Station Patuxent River) в 2001 году для проведения серии летных испытаний. Серийный вариант был переименован в MH-60R, чтобы соответствовать заложенным в него многоцелевым возможностям. MH-60R был официально принят на вооружение ВМС США в 2006 году.
Версия MH-60R объединяет в себе возможности версий SH-60B и SH-60F. Его авионика включает в себя возможность двойного управления, а вместо устаревших электрических и электронных систем и устройств управления вертолетом, как на вертолетах версий SH-60B и SH-60F, установлены 4 полностью интегрированных цветных многофункциональных дисплея размером 8 x 10 дюймов, совместимых с очками ночного видения. Это упрощает управление самолётом, навигацию и позволяет пилотам сконцентрироваться на наиболее важной информации. Все устройства являются частью стеклянной кабины пилота вертолета, созданной подразделением Owego Helo Systems компании Lockheed Martin.
Бортовые системы вертолета включают в себя:
- Система предупреждения о ракетной атаке AAR-47 производства Alliant Techsystems.
- Оптико-электронная система AAS-44 с инфракрасными камерами (Forward-looking infrared[англ.]) и датчиками лазерного целеуказания.
- Блок отстрела ложных целей ALE-39.
- Генератор пассивных помех AN/ALQ-144[англ.] производства BAE Systems.
- Электронная система мер обеспечения и поддержки ALQ-210  производства Lockheed Martin[12].
- Многорежимный морской обзорный радар с запросчиком системы "свой-чужой" APS-147, который последовательно заменяется на более совершенный радар APS-153 с системой выбора целей в автоматическом режиме. Оба радара производства компании Telephonics[англ.][13][14].
- Погрузка гуманитарной помощи на вертолет ВМС США MH-60R Seahawk, приписанный к 77-й вертолетной морской ударной эскадрилье (HSM) в Таклобане, Филиппины в 2013 годуУсовершенствованный бортовой низкочастотный опускаемый гидролокатор AN/AQS-22, позволяющий вертолету обнаруживать, определять, отслеживать и классифицировать подводные лодки противника производства Thales. AN/AQS-22 также обеспечивает большую дальность обнаружения на большой территории, сокращая количество вылетов вертолетов, необходимых для активного противолодочного прикрытия с воздуха. Погружная гидролокационная система весит 272 килограмма, имеет прочную, безопасную и надежную систему обнаружения и встроенную систему мониторинга неисправностей[15].
- Голосовое радио ARC-120 производства Rockwell Collins[англ.].
- Усовершенствованная система передачи данных, интегрированная в единую систему связи флота SRQ-4 Hawklink с радио терминалом RQ-59. Производство L3Harris Technologies[16]
- Система глобального позиционирования и инерциальная навигационная система LN-100G производства Northrop Grumman[10].
- Начиная с 2020 года на MH-60R устанавливается система CAE с расширенными функциями обнаружения магнитных аномалий (MAD-XR)[17].

Наступательные возможности вертолета улучшены за счет добавления новых торпед воздушного базирования Mark-54 и ракет класса «воздух-поверхность» AGM-114 Hellfire. Все вертолётные противолодочные лёгкие эскадрильи (HSL), получившие «Ромео», переименованы в вертолётные ударные морские эскадрильи (HSM).

### MH-60S
В 1997 году Военно-морские силы решили заменить свои заслуженные вертолеты CH-46 Sea Knight. После морских демонстраций переоборудованного армейского UH-60 ВМС заключили с Sikorsky контракт на производство CH-60S в 1998 году. Первый полет этого варианта состоялся 27 января 2000 года, а летные испытания начались позже в том же году. В феврале 2001 года CH-60S был переименован в MH-60S, чтобы отразить его запланированное многоцелевое (M - multipurpose) использование. MH-60S создан на базе Black Hawk UH-60L с военно-морской спецификой применения. MH-60S представляет собой гибрид, из фюзеляжа вертолета S-70A/UH-60, с большими раздвижными дверями с обеих сторон кабины и одним смонтированным на корме хвостовым колесом, и двигателями, трансмиссией и винтами от версий вертолетов S-70B/SH-60. На вертолете используется интегрированная стеклянная кабина, разработанная Lockheed Martin для MH-60R, и  некоторые из тех же систем авионики и вооружения.
Многоцелевой MH-60S предназначен для выполнения широкого круга военно-морских задач, включая снабжение судов грузами на внешней подвеске; поисково-спасательное обеспечение амфибийных и авианосных групп, осуществление логистического обеспечения в удаленных районах. MH-60S оснащен системой обнаружения морских мин AQS-20A и бортовой лазерной системой (ALMDS) для обнаружения затопленных объектов в прибрежных водах. Это первый вертолет ВМС США со стеклянной кабиной, передающей информацию о полете через четыре цифровых монитора. Основным средством защиты вертолета являются установленные на дверях пулеметы, такие как M60, M240 или GAU-17/A. В комплект вооруженного вертолета входит пара пилонов, которые устанавливаются прямо перед главными дверями кабины и которые экипажи «Найтхоков» обычно называют «крыльями летучей мыши» ("batwing"). Эти пилоны используются для подвески ракет Hellfire, блоков с 70 мм неуправляемыми ракетами Hydra 70 или иного вооружения. MH-60S может быть оснащен носовой инфракрасной станцией переднего обзора (FLIR), которая  используется совместно с ракетами Hellfire. Также вертолет может оснащаться генератором пассивных помех AN/ALQ-144.
MH-60S неофициально известен как «Knighthawk», отсылая к его к предшественнику CH-46 Sea Knight, хотя «Seahawk» —  официальное название Министерства обороны США. Стандартный экипаж MH-60S состоит из одного пилота, одного второго пилота и двух тактических членов экипажа (tactical aircrewmen) в зависимости от выполняемой задачи. С выводом из эксплуатации вертолетов Sea Knight из состава ВМC также были переименованы эскадрильи боевой поддержки вертолетов (Helicopter Combat Support Squadron - HC). Действующие эскадрильи MH-60S были переименованы в вертолетные морские боевые эскадрильи (Helicopter Sea Combat Squadron - HSC). MH-60S должны были использоваться для разминирования базируясь на кораблях прибрежной зоны, но испытания показали, что ему не хватает мощности для безопасной буксировки оборудования обнаружения мин.
6 августа 2014 года  ВМС США развернули бортовую лазерную систему обнаружения мин (ALMDS) на вертолетах  5-го флоте США. ALMDS — это сенсорная система, предназначенная для обнаружения, классификации и локализации плавучих и приповерхностных заякоренных мин в прибрежных зонах, проливах и узких местах. Система устанавливается на вертолеты MH-60S, что дает им возможность противоминной деятельности, которую традиционно выполняет MH-53E Sea Dragon. Что, в свою очередь позволяет использовать в этой роли меньшие корабли, с которых MH-53E не может работать. ALMDS направляет лазерный луч в воду, чтобы улавливать отражения от предметов, а затем использует эти данные для создания видеоизображения, по которому наземный персонал может определить, является ли объект миной.
MH-60S будет использовать телеуправляемый необитаемый подводный аппарат Archerfish производства BAE Systems. Платформа Archerfish предназначена для поиска и уничтожения морских мин с воздуха. Она была выбранная флотом в 2003 году в качестве перспективной концепции в рамках программы бортовой системы обезвреживания мин (AMNS) и разрабатывалась с 2007 года. Archerfish сбрасывается в воду с борта вертолета, где оператор дистанционно направляет ее к мине с помощью оптоволоконного кабеля связи, ведущего обратно к вертолету. Используя гидролокатор и видеосвязь, аппарат обнаруживает мину, а затем получает приказ выстрелить кумулятивным снарядом, чтобы ее уничтожить. BAE получила контракт на производство и поставку Archerfish в апреле 2016 года.

## История службы

### ВМС США
Флот США получил первый серийный SH-60B в феврале 1983 года и приписал его к эскадрилье HSL-41. Вертолеты поступили на вооружение в 1984 году и начал свое боевое развертывание в эскадрильях в 1985 году.
SH-60F поступил на вооружение флота 22 июня 1989 года в 10-ю вертолетную противолодочную эскадрилью (HS-10) на станцию военно-морской авиации Naval Air Station North Island ВМС США. Эскадрильи SH-60F по плану переходили на вертолеты версии MH-60S с 2005 по 2011 год и были переименованы в вертолетные морские боевые эскадрильи (HSC).
Эскадрилья HCS-5 Firehawks (Огненные ястребы) являясь одной из двух эскадрилий ВМС США, предназначенных для поддержки специальных операций флота и поисково-спасательных операций в боевых условиях была направлена в «Ирак для участия в операции Иракская свобода» в марте 2003 года. Эскадрилья выполнила 900 боевых вылетов с общим количеством более чем 1700  часы налета. Большинство их полетов на иракском театре военных действий осуществлялось в поддержку миссий сил специальных операций Армии США.
1-я вертолетная морская ударная эскадрилья (HSM) получила самолеты MH-60R в декабре 2005 года и приступила к переучиванию первого набора пилотов. В 2007 году эта версия вертолета успешно прошла финальные испытания для включения в состав флота. В августе 2008 года первые 11 боеспособных «Ромео» вошли в состав HSM-71, эскадрилью авианосца «Джон К. Стеннис». Основными задачами MH-60R являются борьба с надводными кораблями и подводными лодками. По данным Lockheed Martin, «второстепенные задачи включают в себя поисково-спасательные операции, доставку грузов на внешней подвеске, огневую поддержку надводных кораблей, логистическую поддержку операций, транспортировку личного состава, медицинскую эвакуацию, а также обеспечение коммуникации с различными подразделениями флота».
23 июля 2013 года компания Sikorsky Aircraft передала ВМС США 400-й вертолет варианта MH-60. В это количество вошли 166 вертолетов версии MH-60R и 234 вертолета версии MH-60S. MH-60S будет производиться до 2015 года, общий парк боевых машин составит 275 единиц. MH-60R будет производиться до 2017 года, общий парк боевых машин составит 291 единиц. Обе модели налетали около 660 000 летных часов. Вертолеты Seahawk останутся на вооружении флота до 2030-х годов.
SH-60B Seahawk завершил свое последнее боевое дежурство в ВМС США в конце апреля 2015 года после семимесячного пребывания на борту фрегата типа «Оливер Хазард Перри» USS Gary (FFG-51). После 32 лет и более 3,6 миллионов часов службы SH-60B был официально выведен из эксплуатации в ВМС США во время церемонии 11 мая 2015 года на военно-морской станции флота США Норт Айленд. В конце ноября 2015 года авианосец «Теодор Рузвельт» вернулся из своего очередного похода, завершив последнее оперативное развертывание как SH-60F, так и HH-60H. Вертолеты этих моделей будут переданы другим эскадрильям или помещены на хранение.

### Другие эксплуатанты и потенциальные покупатели

#### Австралия
Королевский военно-морской флот Австралии заказал 16 вертолетов версии S-70B-2, которые были поставлены в 1988 и 1989 годах. В декабре 2017 года они были выведены из эксплуатации. Вертолеты S-70B-2 использовались флотом с фрегатов типа «Анзак» и «Аделаида» (Adelaide-class frigate). В рамках проекта AIR 9000 по замене S-70B-2 на более современный вертолет, MH-60R Seahawk конкурировал с многоцелевым NHIndustries NH90, разработанным франко-германским концерном Eurocopter. В июне 2011 года министр обороны Австралии Стивен Смит объявил, что на замену S-70B-2 выбран MH-60R. Было заказано 24 единицы MH-60R с оснащением торпедами Mark 54 и ракетами Hellfire, поставки планировались в середине 2014 года. Правительство США одобрило продажу зарубежным военным партнерам 24 MH-60R в июле 2010 года. Первый MH-60R был поставлен Австралийскому флоту в 2013 году, последний — в 2016 году.
В 2018 году Австралия подписала 10-летнее соглашение с ВМС США о технической и эксплуатационной поддержке вертолетов MH-60R. В октябре 2021 года США одобрили продажу Австралии дополнительный партии в двенадцать MH-60R. В мае 2022 года правительство Австралии объявило, что закупит 12 MH-60R для замены парка имеющихся вертолетов MRH-90 Taipan. Правительство разместило заказ в сентябре 2022 года.

#### Дания
В 2010 году Королевские военно-морские силы Дании заявили о необходимости приобретения двенадцати новых многоцелевых вертолетов. В шорт-лист потребностей вошли MH-60R Seahawk, H90/NFH, Sikorsky S-92, AgustaWestland AW159 Wildcat и  AgustaWestland AW101. В итоге, в ноябре 2010 года Дания запросила разрешение на возможную закупку 12 MH-60R через программу закупок зарубежной военной техники. В ноябре 2012 года Дания выбрала 9 единиц MH-60R для замены семи устаревших вертолетов Lynx. В октябре 2015 года ВМС США приняли решение отправить Дании два готовых к эксплуатации вертолета MH-60R. В октябре 2018 года Lockheed Martin поставили девятый и последний MH-60R датскому флоту.

#### Израиль
Когда  военно-морские силы Израиля решили приобрести четыре новых корвета Saar 6 (Sa'ar 6-class corvette), они также решили заменить Eurocopter AS565 Panther (AS565 MA Atalef по израильской классификации) на более мощный вертолет для выполнения задач противолодочной и противокорабельной обороны и поисково-спасательных работ. В 2015 году было принято решение закупить многоцелевые вертолеты ВМС США SH-60F Seahawk для этих целей. Однако из-за увеличения затрат на постройку корветов, поставка «Сихоков» также задержалась. В ноябре 2020 года первый корвет немецкой постройки проекта Saar 6 был передан Израилю, а в период с мая по июль 2021 года ВМС Израиля получили последние корветы этого типа. Ожидается, что вертолеты Seahawk будут поставлены в 2022 году. В 2015 году Министерство обороны США одобрило продажу восьми единиц SH-60F в рамках программы Excess Defense Articles (EDA).
Командование авиационных систем ВМС США Naval Air Systems Command заключило с компанией Science and Engineering Services LLC из Хантсвилла, штат Алабама, 19 января 2022 года контракт на модернизацию техники по ранее заключенному контракту с твердой фиксированной ценой в размере 13 515 107 долларов США на работы, связанные с тремя вертолетами Sikorsky SH-60F Seahawk, предназначенными для Израиля. Эта модернизация, финансируемая за счет средств программы военных продаж США, продлевает срок летной и эксплуатационной годности этих вертолетов. Работы будут проводиться в Хантсвилле, и, как ожидается, будут завершены в январе 2024 года.

#### Индия
В феврале 2011 года Индия предпочла S-60B Seahawk многоцелевому вертолету NHIndustries NH90 в конкурсе на закупки 16 многоцелевых вертолетов для ВМС Индии взамен стареющего парка Westland Sea King. Правительство согласовало приобретение вертолетов Seahawk в ноябре 2014 года. Но уже в июне 2017 года Министерство обороны Индии приостановило программу закупок из-за высокой цены вертолета. Однако затем в августе 2018 года Министерство обороны вновь одобрило закупку 24 вертолетов MH-60R. В апреле 2019 года Агентство США по сотрудничеству в области оборонной безопасности одобрило продажу Индии 24 противолодочных вертолетов MH-60R за 2,6 млрд долларов США и уведомило Конгресс о предлагаемой сделке. В феврале 2020 года Индия подписала контракт на MH-60R на сумму 2,13 миллиарда долларов (~ 2,38 миллиарда долларов в 2022 году). Эти вертолеты предназначены участвовать в обнаружении и уничтожении подводных лодок противника, оперирующих в регионе Индийского океана. 16 июля 2021 года ВМС США передали первые два MH-60R ВМС Индии на авиабазе ВМС Норт-Айленд в Сан-Диего.

#### Испания
В 1986 году Испания заказала для своих военно-морских сил 12 вертолетов S-70B Seahawk для противолодочной и противокорабельной борьбы. В сентябре 2010 года правительство дополнительно запросило шесть отремонтированных SH-60F в программы военной помощи США. ВМС Испании списали последний из 18 вертолетов Sikorsky SH-3 Sea King в 2022 году после поставок, начавшихся в 1986 году. С 1988 по 2001 год ВМС приобрели 12 единиц SH-60B, а совсем недавно приобрели восемь вертолетов версии SH-60F Seahawk снятых с вооружения ВМС США.
12 октября 2023 года Министерство обороны  США объявило, что Lockheed Martin получила контракт на поставку восьми современных MH-60R предназначенных для ВМС Испании.

#### Катар
В 2011 году Катар обратился в Программу военных продаж США для получения до 6 вертолетов версии MH-60R, двигателей и другого сопутствующего оборудования. В конце июня 2012 года Катар запросил еще 22 вертолета Seahawk, 12 из которых были оснащены комплектом вооружения и двигателями General Electric T700-401C с возможностью приобретения дополнительных шести единиц Seahawk и дополнительных двигателей.

#### Республика Корея
В июле 2009 года Республика Корея запросила восемь вертолетов MH-60S, 16 двигателей GE T700-401C и соответствующие системы вертолетного оборудования по линии Программы военных продаж США. 22 декабря 2020 года было объявлено о закупке 12 MH-60R. По мнению военных обозревателей, недавнее решение корейских военных купить 12 морских вертолетов у американского аэрокосмического и оборонного гиганта Lockheed Martin  рассматривается как дипломатический выбор, выгодный Вашингтону. Управление программы оборонных закупок (DAPA) США объявило, что для второй партии противолодочных вертолетов корейской армии оно выбрало вертолеты MH-60R Seahawk компании Lockheed Martin вместо вертолетов AW159 Wildcat  производства итальянской компании Leonardo.

#### Норвегия
С 2022 года Королевские ВВС Норвегии рассматривают «Сихоук» в качестве замены NHIndustries NH90. 14 марта 2023 года министерство обороны Норвегии объявило, что Норвегия закупит MH-60R Sea Hawk для береговой охраны Норвегии. Правительство США решило передать три MH-60R, первоначально предназначавшиеся для ВМС США, береговой охране Норвегии с предполагаемой датой поставки летом 2025 года. Всего Норвегия закупит шесть MH-60R, а оставшиеся три будут поставлены к 2027 году. Норвегия также рассматривает возможность закупки дополнительных вертолетов для противолодочной борьбы для фрегатов типа «Фритьоф Нансен» Королевского военно-морского флота Норвегии для удовлетворения потребностей ВМС в средствах противолодочной обороны.

#### Саудовская Аравия
В 2015 году Саудовская Аравия запросила у США разрешение на продажу десяти вертолетов MH-60R и сопутствующего оборудования для нужд военно-морского флота Саудовской Аравии.

## Модификации и варианты
- YSH-60B Seahawk — предсерийный вариант базовой версии SH-60B. Произведено 5 единиц[50].
- SH-60B Seahawk — базовая модификация палубного противолодочного вертолёта, победившая в программе LAMPS в сентябре 1977 года.
- NSH-60B Seahawk — вертолет построенный исключительно для летных испытаний[50].
- CS-70 Fat hawk («жирный ястреб») — вариант SH-60B с увеличенным фюзеляжем повышенной вместимости, предлагался в качестве основного палубного вертолёта (NSA) для ВМС Канады с перспективой заказа 30-50 вертолётов, где конкурировал с французским Aérospatiale AS.332 Super Puma и британским AgustaWestland EH101, уступив в итоге последнему, дальше чертежей и макетирования дело не двинулось[51].
- CH-60E — предлагаемая версия военно-транспортного вертолета для Корпуса морской пехоты США. Постройка отменена[9].
- SH-60F OceanHawk — палубный противолодочный вертолёт для проведения операций по прикрытию авианосцев в радиусе 50 км; предназначен для замены вертолётов Sikorsky S-61 Sea King.
- SH-60J Seahawk — палубный противолодочный вертолёт сил самообороны Японии для замены вертолётов Sikorsky S-61 Sea King.
- HH-60H Rescue Hawk — палубный поисковый и спасательный вертолёт для ВМС США.
- MH-60S Knighthawk — вариант для миссий по доставке грузов на внешней подвеске, поисково-спасательных операций, поддержки сил специальных операций и противоминной борьбы с воздуха. Вступил в строй в феврале 2002 года.
- MH-60R Seahawk — противолодочный вертолёт с опускаемой ГАС, развитие SH-60В и SH-60F.
- S-70B — экспортная модификация вертолёта SH-60B.
- S-70M Thunderhawk — палубный противолодочный вертолёт для ВМС Таиланда с опускаемой ГАС. CAE MAD-XR — высокочувствительный магнитометр, предназначенный для определения изменений магнитного поля Земли и используемый в качестве датчика для обнаружения подводных лодок.
- HH-60J/MH-60T Jayhawk — вариант для Береговой охраны США, производится совместно с вариантом HH-60H.

## Лётно-технические характеристики
Приведённые характеристики соответствуют модификации SH-60B.
Источник данных: Jane's , S-70B Seahawk Technical Information, 2001.

Технические характеристики
- Экипаж: 2—4 человека (2 пилота, 2 оператора)
- Пассажировместимость: до 5 пассажиров
- Грузоподъёмность: 1860 кг (HH-60H)
- Длина: 19,75 м
- Длина фюзеляжа: 16,256 м (с хвостовым винтом)
- Диаметр несущего винта: 16,36 м
- Диаметр рулевого винта: 3,35 м
- Высота: 5,18 м (с хвостовым винтом)
- Площадь, ометаемая несущим винтом: 210,15 м²
- База шасси: 4,83 м
- Колея шасси: 2,705 м
- Масса пустого: 6895 кг (в противолодочном варианте)
- Масса снаряжённого:  
  - в противокорабельном варианте: 7771 кг (с 1× AGM-119 Penguin и 1×455 л ПТБ)
  - в противолодочном варианте: 8055 кг (с 2× торпедами)
- Нормальная взлётная масса: 9575 кг
- Максимальная взлётная масса: 9926 кг
- Масса полезной нагрузки: 3031 кг
- Объём топливных баков: 2233 л (+2(3)×455 л ПТБ)
- Силовая установка: 2 × турбовальных General Electric T700-GE-401C
- Мощность двигателей: 2 × 1890 л. с. (2 × 1409 кВт (взлётная))

Габариты грузовой кабины
- Длина: 3,2 м
- Ширина: 1,8 м
- Высота: 1,3 м
- Площадь пола: 6,0 м²
- Полезный объём: 8,5 м³

Лётные характеристики
- Максимальная скорость:  
  - на уровне моря: 270 км/ч
  - на высоте 1525 м: 234 км/ч
- Боевой радиус:  
  - в противокорабельном варианте: 139 км (с 1× AGM-119 Penguin и 1×455 л ПТБ)
  - в противолодочном варианте: 185 км (с 2× торпедами)
- Практическая дальность: 834 км
- Продолжительность патрулирования:
  - в противокорабельном варианте: 3,04 часа (с 1× AGM-119 Penguin и 1×455 л ПТБ)
  - в противолодочном варианте: 1,15 часа (с 2× торпедами)
- Практический потолок: 3616 м
- Статический потолок:  
  - с использованием эффекта земли: 4873 м
  - без использования эффекта земли: 3420 м
- Скороподъёмность: 3,55 м/с
- Нагрузка на диск: 47,2 кг/м²
- Тяговооружённость: 255,1 Вт/кг (на трансмиссию при максимальной взлётной массе)
- Максимальная балльность моря при действии с корабля: 5

Вооружение
- Точки подвески: 2
- Боевая нагрузка:  
  - до 3× торпеды Mk.46 или Mk.50 Barracuda или
  - до 3× ПКР AGM-119B Penguin или
  - до 4× AGM-114 Hellfire и шестиствольный пулемёт M134 Minigun

## Модернизация
В апреле 2012 года компания Lockheed Martin получила контракт стоимостью $1,05 млрд на поставку современной бортовой электроники для вертолётов семейства Sea Hawk. В рамках пятилетнего контракта вертолёты MH-60R Romeo и MH-60S Sierra получат более чем 200 новых кабин пилотов с цифровыми информационными экранами, бортовых компьютеров, а также различных датчиков.
Вертолёты MH-60R получат 162 новых комплектов бортовой электроники, ещё 62 комплекта предназначено для боевых вертолётов версии MH-60S. Модернизация парка вертолётов MH-60 Sea Hawk ВМС США должна завершиться к июню 2018 года.
Вертолёт снабжён низкочастотной ГАС, увеличена дальность в 3-7 раз, по сравнению со старыми, в том числе возможен перехват связи. Производство 20 станций в год

## На вооружении
- Австралия: ВМС Австралии — 15 S-70B и 2 MH-60R, по состоянию на 2011 год[58]. В 2014 году будут списаны и заменены на 24 MH-60R[59].
- Бразилия: ВМС Бразилии — заказано 6 S-70B, по состоянию на 2011 год[60].
- Германия — 1 MH-60R, по состоянию на 2016 год[61]
- Греция: ВМС Греции — 11 S-70B по состоянию на 2024 год[62]
- Дания: ВМС Дании — 9 MH-60R по состоянию на 2024 год[63]
- Индия: ВМС Индии  - 5 единиц по состоянию на 2022 год, всего заказано 24 MH-60R[64]
- Китайская Республика: ВМС Китайской Республики — 19 S-70C, по состоянию на 2008 год.
- Испания: ВМС Испании — 12 SH-60B и 6 SH-60F по состоянию на 2024 год[65].
- Сингапур: ВМС Сингапура — 6 S-70B, по состоянию на 2011 год[66].
- США: ВМС США — 217 MH-60R, 271 MH-60S, 20 SH-60F, 35 HH-60H, 6 SH-60B и 8 MH-53E, по состоянию на 2016 год[67] Выполняются текущие поставки MH-60R по контракту на 249 единиц[68]
- Таиланд: ВМС Таиланда — 6 S-70 и 2 MH-60S, по состоянию на 2011 год[58][69].
- Турция: ВМС Турции — 25 S-70B, по состоянию на 2012 год.
- Япония: ВМС Японии — 31 SH-60J/K (Mitsubishi H-60), по состоянию на 2008 год.

## Происшествия
- 21 декабря 2011 года в 11:10 MH-60S Seahawk Центра боевого применения авиации[англ.] ВМС США потерпел крушение во время тренировочного полёта недалеко от Учебного центра горной подготовки[англ.] к западу от Бриджпорта[англ.] в Калифорнии[70][71].
- 15 апреля 2012 года в 11:05 SH-60J Seahawk Морских сил самообороны Японии потерпел крушение в бухте Муцу[англ.] в префектуре Аомори. Шесть членов экипажа выжили, пилот погиб[72][73].
- 16 декабря 2013 года в 15:30 MH-60S Knighthawk, приписанный к 12-й эскадрилье противолодочных вертолётов[англ.] 5-го палубного воздушного крыла[англ.] ВМС США, потерпел крушение возле порта города Миура в префектуре Канагава. Вертолёт опрокинулся на бок при попытке совершить аварийную посадку после потери управления. Два из четырех членов экипажа получили травмы[74][75].
- 2 сентября 2014 года в 14:30 MH-60S Knighthawk, приписанный к 6-й эскадрилье противолодочных вертолётов[англ.] 17-го палубного воздушного крыла[англ.] ВМС США, перевернулся при посадке в 64 км от станции «Фэллон[англ.]» в центре долины Дикси[англ.]. Пять человек на борту получили легкие травмы[76][77].
- 21 декабря 2014 года в 19:22 MH-60S Seahawk, приписанный к 26-й эскадрилье противолодочных вертолётов ВМС США, потерпел крушение во время тренировочного полета на базе «Кэмп-Бьюринг[англ.]» в Кувейте. Три члена экипажа получили незначительные травмы[78][79].
- 14 июня 2016 года в 11:12 MH-60S Seahawk, приписанный ко 2-й эскадрилье противолодочных вертолётов[англ.] Соединения переподготовки лётного состава[англ.] ВМС США, потерпел крушение на реке Джеймс. Все 3 члена экипажа были спасены[80][81].
- 26 апреля 2017 года в 06:57 MH-60R Seahawk, приписанный к 78-й ударной эскадрилье морских вертолётов 2-го палубного воздушного крыла[англ.] ВМС США, потерпел крушение сразу после взлета с палубы эсминца «Дьюи» в 39 км к востоку от побережья Гуама. Предполагаемая причина — отказ рулевого винта. Экипаж не получил серьезных травм[82][83].
- 26 августа 2017 года в 22:48 SH-60J Seahawk Морских сил самообороны Японии потерпел крушение в 90 км к западу-юго-западу от мыса Таппи[англ.] в префектуре Аомори. Один из четырех членов экипажа был спасен, остальные пропали без вести[84][85].
- 19 октября 2018 года в 09:00 MH-60R Seahawk, приписанный к 77-й ударной эскадрилье морских вертолётов[англ.] 5-го палубного воздушного крыла ВМС США, вскоре после взлета потерпел крушение на палубе авианосца «Рональд Рейган» в Филиппинском море[86][87]. Получили различные травмы 12 человек. Все раненые находятся в стабильном состоянии под наблюдением медицинского персонала, некоторые будут эвакуированы на берег[88].
- 27 августа 2020 года MH-60S Knighthawk, приписанный к 160-му ОАП Армии США, разбился окрестностях базы ВМС «Коронадо[англ.]» на острове Сан-Клементе. На борту было 5 человек, 2 погибли, 3 получили ранения[89][90][91].
- 16 июля 2021 года в 17:00 MH-60S Knighthawk ВМС США потерпел крушение близ горы Хог в штате Калифорния. Четыре человека, находившиеся на борту, были спасены[92][93].
- 31 августа 2021 года в 16:30 MH-60S Knighthawk, приписанный к 8-й боевой эскадрилье морских вертолётов[англ.] 11-го палубного воздушного крыла[англ.] ВМС США, после взлёта с авианосца «Авраам Линкольн» упал в океан недалеко от Сан-Диего в Калифорнии. Один член экипажа был спасён, пять членов экипажа числятся пропавшими без вести. Ещё пять моряков на борту «Авраама Линкольна» получили травмы в результате инцидента, двое были доставлены на берег для лечения[94][95].
- 14 октября 2021 года MH-60R Seahawk ВМС Австралии упал в Филиппинское море на подходе к эсминцу «Брисбен[англ.]». На борту находились три члена экипажа, которые получили легкие травмы[96][97].
- 9 июня 2022 года в 18:00 MH-60S Seahawk ВМС США, приписанный к 3-й боевой эскадрилье морских вертолётов[англ.], базирующейся на военно-морской авиабазе «Норт-Айленд[англ.]», потерпел крушение на тренировочном полигоне недалеко от «Эль-Сентро[англ.]» в штате Калифорния[98][99].
- 30 сентября 2023 года в 10:00 MH-60S Seahawk ВМС США потерпел крушение в горной местности округа Мадера, в штате Калифорния. Четыре человека, находившиеся на борту, получили травмы[100][101].
- 13 ноября 2023 года в 23:00 MH-60J Jayhawk Береговой охраны США потерпел аварию на острове Рид[англ.] к югу от города Джуно в штате Аляска. Четверо членов экипажа получили травмы, двое — серьезные[102][103].
- 11 января 2024 года в 18:40 MH-60R Seahawk, приписанный к 41-й эскадрилье[англ.] ВМС США, упал в залив Сан-Диего[104][105].
- 20 апреля 2024 года, в 22:38 два SH-60K, приписанные к 22-му авиакрылу Морских сил самообороны Японии, упали в 280 км к востоку от острова Понафидина в Тихом океане. Найдено тело второго пилота, семеро пропали без вести[106][107].